# Langues sino-tibétaines
Les langues sino-tibétaines, aussi appelées langues trans-himalayennes sont une famille de langues originaires d'Asie (Asie de l'Est, Asie du Sud-Est, Asie centrale, Asie du Sud). Elle regroupe les langues chinoises (10 langues et 1,35 milliard de locuteurs) et les langues tibéto-birmanes (330 langues pour 70 millions de locuteurs).
L'idée de ce groupement date de la fin du XIXe siècle et les recherches sont encore balbutiantes. Le rapprochement se fait surtout entre les langues tibéto-birmanes et le chinois archaïque.
Le terme de « langues sino-tibétaines » est sujet à controverse par l'absence d'accord sur la structure de l'arbre (Van Driem), et par le manque de références écrites du tibétain ancien, car si l'écriture chinoise a plus de 3 500 ans, les écritures tibétaines n'en ont que 1 500, l'écriture tibétaine ayant été créée au VIIe siècle, par une adaptation du devanagari, alphasyllabaire indien.

## Histoire

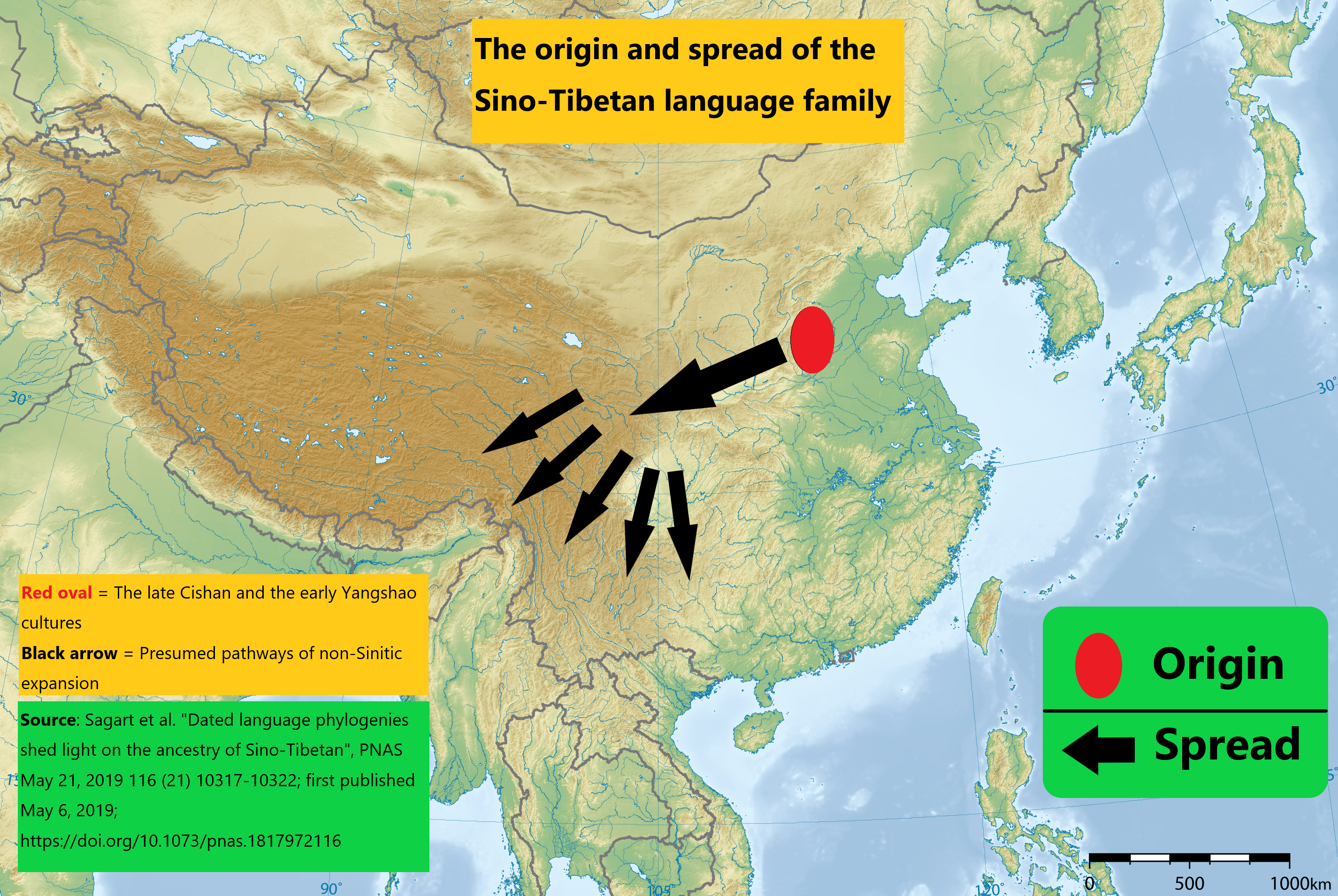
L'origine et la diffusion des langues sino-tibétaines. L'ovale rouge représente la fin des cultures Cishan et les premières cultures de Yangshao. Les flèches noires représentent les voies présumées de l'expansion non sinitique. Après avoir appliqué la méthode comparative linguistique à la base de données de données linguistiques comparatives développée par Laurent Sagart en 2019 pour identifier des correspondances sonores et établir des apparentés, des méthodes phylogénétiques sont utilisées pour déduire des relations entre ces langues et estimer l'âge de leur origine et de leur patrie.

Au début du xxie siècle, deux théories contradictoires avaient cours :
- (majoritaire) la langue ancestrale (le proto-sino-tibétain) aurait son origine dans le nord de la Chine il y a 4 à 6 milliers d'années[3],[4] ;
- (minorité) elle serait apparue dans le sud-ouest de la Chine ou le nord-est de l'Inde il y a environ 9 000 ans[5],[6].

En 2019, une étude associant la linguistique, la génétique des locuteurs actuels, la bio-informatique, l'archéologie, l'anthropologie et l'histoire de l'agriculture conclut que les langues sino-tibétaines sont nées dans le nord de la Chine il y a environ 5 900 ans,. Une autre étude suggère l'expansion des langues sino-tibétaines au néolithique depuis une communauté de cultivateurs de mil du nord de la Chine, il y a environ 7200 ans.

## Classification

### Langues sinitiques
- Langues chinoises
  - chinois archaïque†
    - chinois médiéval† et chinois classique†
      - langues chinoises du nord ?
        - mandarin
          - mandarin du Sud-Ouest
          - mandarin du Nord-Est
          - pékinois
            - mandarin standard

          - jilu
          - jiaoliao
          - zhongyuan du Henan, shaanxi et lanzhou
          - lanyin
          - jianghuai

        - langues jin
          - shanxien
          - lüliang
          - shangdang
          - wutai
          - da-bao
          - zhang-hu
          - han-xin
          - zhi-yan

      - langues gan-hakka ?
        - gan
          - chang-du
          - da-tong
          - yi-liu
          - ji-cha
          - fu-guang
          - ying-yi
          - lei-zi
          - dong-sui
          - huai-yue

        - hakka

      - langues chinoises centrales ?
        - langues wu
          - wenzhou
          - langues wu du nord
            - langues wu centrales
              - shanghaïen
              - taïzhou

            - langues wu du sud
              - chu-qu
              - wuzhou

            - xuanzhou

        - huizhou
          - ji–she
          - xiu–yi
          - qi–de
          - yanzhou
          - jing–zhan

        - xiang
          - hunanais
          - lou-shao
          - chen-xu
          - hengzhou
          - yong-quan

      - langues chinoises du sud ?
        - langues yue
          - cantonais
          - taïshanais
          - yong-xun
          - goulou
          - luo-guang
          - gao-yang
          - qin-lian
          - wu-hua

        - langues pinghua
          - ping du nord
          - ping du sud

    - langues min
      - langues min intérieures
        - min du nord
        - min central
        - shao-jiang

      - langues min costales
        - min de l'est
        - pu-xian
        - langues minnan
          - hokkien
          - chaoshan
          - longyan
          - zhenan
          - datien
          - zhongshan

        - langues qiong-lei
          - leizhou
          - haïnanais

    - ba-shu†
      - mindjiang (?)

    - vieux wu†

  - (non-classé)
    - shaozhou tuhua
    - badong yao
    - danzhou
    - jundjia
    - lingling
    - maï
    - she
    - waxiang
    - yeheni
- Langues grand-baï ?
  - baï
  - langues caï-long
    - caïdjia
    - longdjia
    - luren†

### Langues tibéto-birmanes
- Langues tibéto-birmanes occidentales
  - langues grand-bodiques
    - langues bodiques
      - langues tibétiques
      - langues bodiques orientales
      - 'Ole

    - langues himalayiennes occidentales
    - langues tamangiques
    - tshangla
    - langues mahakiranti
    - gongduk

  - langues grand-magariques
  - nam
- Langues tibéto-birmanes centrales
  - langues sal
  - pyu
  - langues lushai-naga
- Langues tibéto-birmanes orientales
  - langues birmano-quianguiques
    - langues lolo-birmanes
      - langues lolo
      - langues birmanes

    - langues na-quianguiques
      - langues naïques
      - langues quianguiques
      - langues ersuiques

  - langues karéniques
  - langues nungiques
  - tujia

### Langues arunachales
Ces langues, parlées dans l'Arunashal Pradesh (en Inde), sont traditionnellement considérées comme faisant partie de la famille sino-tibétaine. Cependant, il se peut que les ressemblances soient le résultat d'influences mutuelles (Sprachbund), donc ces langues pourraient constituer des familles de langues et des isolats linguistiques indépendants. Blench (2011) a proposé 4 isolats (Hruso, Miji, Miju, et Puroik) et 3 familles linguistiques (langues mishmiques, kamengiques, et siangiques), tandis qu'Anderson (2014) (entre autres) soutient qu'elles appartiennent bien aux langues sino-tibétaines.
- langues grand-siangiques
  - langues siangiques
    - koro
    - milang

  - langues digaro
    - idu
    - taraon

  - langues pré-tani
- langues hrusiennes?
  - hruso
  - langues miji
    - bangru
    - miji oriental
    - miji occidental
- langues kho-bwa
  - puroik
  - bugun
  - langues kho-bwa occidentales
    - langues mey-sartang
      - langues mey
        - shergaon
        - rupa

      - sartang

    - langues chug-lish
      - lish
      - chug
- langues miju
  - miju
  - meyor

## Vocabulaire comparé
| gloss  | chinois archaïque | tibétain ancien | Birman ancien | Jingpho | Garo    | Limbou | Kinnauri (en) |
| ------ | ----------------- | --------------- | ------------- | ------- | ------- | ------ | ------------- |
| un     | 一 *ʔjit          | –               | ac            | –       | –       | –      | id            |
| un     | 隻 *tjek seul     | gcig            | tac           | –       | –       | thik   | –             |
| deux   | 二 *njijs         | gnyis           | nhac          | –       | gin-i   | nɛtchi | niš           |
| trois  | 三 *sum           | gsum            | sumḥ          | mə̀sūm   | git-tam | sumsi  | sum           |
| quatre | 四 *sjijs         | bzhi            | liy           | mə̀lī    | bri     | lisi   | pə:           |
| cinq   | 五 *ŋaʔ           | lnga            | ṅāḥ           | mə̀ŋā    | boŋ-a   | nasi   | ṅa            |
| six    | 六 *C-rjuk        | drug            | khrok         | krúʔ    | dok     | tuksi  | țuk           |
| sept   | 七 *tsʰjit        | –               | khu-nac       | sə̀nìt   | sin-i   | nusi   | štiš          |
| huit   | 八 *pret          | brgyad          | rhac          | mə̀tshát | cet     | yɛtchi | rəy           |
| neuf   | 九 *kjuʔ          | dgu             | kuiḥ          | cə̀khù   | sku     | –      | sgui          |
| dix    | 十 *gjəp          | –               | kip           | –       | –       | gip    | –             |
| dix    | –                 | bcu             | chay          | shī     | ci-kuŋ  | –      | səy           |

## Connexions proposées
Différentes hypothèses reliant les langues sino-tibétaines à d'autres familles de langues ont été proposées par la communauté scientifique. Parmi celles encore défendues au début des années 2020 la plus répandue est que les similitudes constatées entre les langues sino-tibétaines, tai-kadai, miao-yao, austroasiatiques sont dues à un contact prolongé entre les locuteurs des différentes langues plutôt qu'à un apparentement de celles-ci. Cependant d'autres thèses sont étudiées, notamment :
- l'inclusion des langues tai-kadai et langues langues miao-yao au sein de la famille sino-tibétaine[17];
- l'appartenance des langues sino-tibétaines, tai-kadai, austronésiennes, miao-yao et austroasiatiques à une même famille linguistique (conjecture « est-asienne » de Starosta-Sagart)[17];
- l'inclusion au sein d'un ensemble « sinotibétain-austronésien (en) » (STAN) incluant les langues sinotibétaines d'une part, et les langues austronésiennes (dans lesquelles il propose d'inclure les langues tai-kadai) d'autre part, hypothèse notamment soutenue par Laurent Sagart[17];
- un apparentement aux langues déné-ienisseïennes, parlées dans des zones éloignées de Sibérie et d'Amérique du Nord mais semblant pourtant partager des traits morphologiques, syntaxiques, phonologiques et lexicaux[17].